# Equador nos Jogos Olímpicos de Verão de 2020
O Equador deverá competir nos Jogos Olímpicos de Verão de 2020 em Tóquio. Originalmente programados para ocorrerem de 24 de julho a 9 de agosto de 2020, os Jogos foram adiados para 23 de julho a 8 de agosto de 2021, por causa da pandemia COVID-19. Será a 15ª participação da nação nos Jogos Olímpicos de Verão.

## Medalhas
| Atleta          | Esporte  | Prova              | Medalha |
| --------------- | -------- | ------------------ | ------- |
| Richard Carapaz | Ciclismo | Corrida em estrada | Ouro    |

| Medalhas por dia | Medalhas por dia | Medalhas por dia | Medalhas por dia  | Medalhas por dia |
| ---------------- | ---------------- | ---------------- | ----------------- | ---------------- |
| Dia              | Medalha de ouro  | Medalha de prata | Medalha de bronze | T                |
| 24 de julho      | 1                | -                | -                 | 1                |
| Total            | 1                | 0                | 0                 | 1                |

| Medalhas por esporte | Medalhas por esporte | Medalhas por esporte | Medalhas por esporte | Medalhas por esporte |
| -------------------- | -------------------- | -------------------- | -------------------- | -------------------- |
| Esporte              | Medalha de ouro      | Medalha de prata     | Medalha de bronze    | T                    |
| Ciclismo             | 1                    | -                    | -                    | 1                    |
| Total                | 7                    | 6                    | 6                    | 19                   |

## Competidores
Abaixo está a lista do número de competidores nos Jogos.
| Esporte          | Masculino | Feminino | Total |
| ---------------- | --------- | -------- | ----- |
| Atletismo        | 8         | 10       | 18    |
| Boxe             | 2         | 2        | 4     |
| Ciclismo         | 3         | 1        | 4     |
| Golfe            | 0         | 1        | 1     |
| Halterofilismo   | 0         | 4        | 4     |
| Hipismo          | 1         | 0        | 1     |
| Judô             | 1         | 2        | 3     |
| Lutas            | 0         | 2        | 2     |
| Natação          | 2         | 2        | 4     |
| Pentatlo moderno | 0         | 1        | 1     |
| Surfe            | 0         | 1        | 1     |
| Tênis de mesa    | 1         | 0        | 1     |
| Tiro             | 0         | 2        | 2     |
| Tiro com arco    | 0         | 1        | 1     |
| Triatlo          | 0         | 1        | 1     |
| Total            | 18        | 30       | 48    |

## Atletismo
Os seguintes atletas equatorianos conquistaram marcas de qualificação, pela marca direta ou pelo ranking mundial, nos seguintes eventos de pista e campo (até o máximo de três atletas em cada evento):
- Nota– As posições para os eventos de pista são em relação à bateria do atleta
- Q = Qualificado para a próxima fase
- q = Qualificado para a próxima fase como o perdedor mais rápido ou, em eventos de campo, pela posição sem atingir o alvo para qualificação
- NR = Recorde nacional
- N/A = Fase não aplicável para o evento
- Bye = Atleta não precisou disputar aquela fase

Eventos de pista e estrada
Masculino
| Atleta             | Evento                | Eliminatórias | Eliminatórias | Semifinal | Semifinal | Final     | Final   |
| Atleta             | Evento                | Resultado     | Posição       | Resultado | Posição   | Resultado | Posição |
| ------------------ | --------------------- | ------------- | ------------- | --------- | --------- | --------- | ------- |
| Andrés Chocho      | 50 km marcha atlética | —             | —             | —         | —         |           |         |
| Brian Pintado      | 20 km marcha atlética | —             | —             | —         | —         |           |         |
| Álex Quiñónez      | 200 m                 |               |               |           |           |           |         |
| Claudio Villanueva | 50 km marcha atlética | —             | —             | —         | —         |           |         |

Feminino
| Atleta          | Evento                | Eliminatórias | Eliminatórias | Semifinal | Semifinal | Final     | Final   |
| Atleta          | Evento                | Resultado     | Posição       | Resultado | Posição   | Resultado | Posição |
| --------------- | --------------------- | ------------- | ------------- | --------- | --------- | --------- | ------- |
| Andrea Bonilla  | Maratona              | —             | —             | —         | —         |           |         |
| Rosa Chacha     | Maratona              | —             | —             | —         | —         |           |         |
| Karla Jaramillo | 20 km marcha atlética | —             | —             | —         | —         |           |         |
| Glenda Morejón  | 20 km marcha atlética | —             | —             | —         | —         |           |         |
| Paola Pérez     | 20 km marcha atlética | —             | —             | —         | —         |           |         |
| Ángela Tenorio  | 100 m                 |               |               |           |           |           |         |
|                 | Revezamento 4x100 m   |               |               | —         | —         |           |         |

## Boxe
O Equador inscreveu quatro boxeadores (dois por gênero) para competir nas seguintes categorias de peso do torneio olímpico. Com o cancelamento do Torneio Pan-Americano de Qualificação Olímpica de Boxe de 2021 em Buenos Aires, Jean Carlos Caicedo (peso pena masculino) e o duas vezes atleta olímpico Julio Castillo (peso pesado masculino) terminaram entre os cinco melhores de suas categorias nas Américas pelo Ranking da Força-tarefa do COI, para garantir suas vagas na equipe equatoriana. Do lado feminino, María José Palacios (peso leve) e Erika Pachito (peso médio) completaram a equipe de boxe da nação por liderarem a lista de boxeadoras elegíveis das Américas em suas respectivas categorias de peso, de acordo com o Ranking da Força-tarefa do COI. 
| Atleta              | Evento           | Fase de 32           | Oitavas-de-final     | Quartas-de-final     | Semifinais           | Final                | Final   |
| Atleta              | Evento           | Adversário Resultado | Adversário Resultado | Adversário Resultado | Adversário Resultado | Adversário Resultado | Posição |
| ------------------- | ---------------- | -------------------- | -------------------- | -------------------- | -------------------- | -------------------- | ------- |
| Jean Carlos Caicedo | -57 kg masculino | UKR Butsenko W 3–2   |                      |                      |                      |                      |         |
| Julio Castillo      | -91 kg masculino | —                    |                      |                      |                      |                      |         |
| María José Palacios | -60 kg feminino  |                      |                      |                      |                      |                      |         |
| Érika Pachito       | -75 kg feminino  | —                    |                      |                      |                      |                      |         |

## Ciclismo

### Estrada
O Equador inscreveu dois ciclistas para a prova de corrida em estrada masculina, em virtude de sua posição entre as 50 melhores nações (masculino) no Ranking Mundial da UCI.
| Atleta                   | Evento                             | Tempo   | Posição         |
| ------------------------ | ---------------------------------- | ------- | --------------- |
| Jonathan Caicedo         | Estrada contra o relógio masculino |         |                 |
| Richard Carapaz          | Corrida em estrada masculina       | 6:05:26 | Medalha de ouro |
| Jefferson Alveiro Cepeda | Corrida em estrada masculina       | 6:15:38 | 47              |

### BMX
O Equador recebeu uma vaga masculina e uma feminina para o BMX nas Olimpíadas, como resultado da nona posição da nação entre os homens e da posição entre as três melhores ciclistas individuais no feminino no Ranking Olímpico de BMX em 1 de junho de 2021.
Corrida
| Atleta          | Evento            | Premilinares | Premilinares | Quartas | Quartas | Semifinal | Semifinal | Final | Final |
| Atleta          | Evento            | Tempo        | Pos.         | Pontos  | Pos.    | Pontos    | Pos.      | Tempo | Pos.  |
| --------------- | ----------------- | ------------ | ------------ | ------- | ------- | --------- | --------- | ----- | ----- |
| Alfredo Campo   | Corrida masculina |              |              |         |         |           |           |       |       |
| Doménica Azuero | Corrida feminina  |              |              |         |         |           |           |       |       |

## Golfe
O Equador inscreveu uma golfista para o torneio olímpico feminino. Daniela Darquea (no. 349 do mundo) qualificou diretamente entre as 60 jogadoras elegíveis, baseado no Ranking Mundial da IGF.
| Atleta          | Evento   | Rodada 1  | Rodada 2  | Rodada 3  | Rodada 4  | Total     | Total | Total   |
| Atleta          | Evento   | Resultado | Resultado | Resultado | Resultado | Resultado | Par   | Posição |
| --------------- | -------- | --------- | --------- | --------- | --------- | --------- | ----- | ------- |
| Daniela Darquea | Feminino |           |           |           |           |           |       |         |

## Halterofilismo
O Equador inscreveu quatro halterofilistas femininas para a competição olímpica. A atleta olímpica da Rio 2016 Neisi Dajomes (76 kg), as estreantes Angie Palacios (64 kg) e Tamara Salazar (87 kg), junto com Alexandra Escobar, liderando a equipe em sua quinta edição olímpica, garantiram uma das oito vagas disponíveis em suas respectivas categorias de peso no Ranking Mundial Absoluto da IWF.
Feminino
| Atleta            | Evento | Arranque  | Arranque | Arremesso | Arremesso | Total | Posição |
| Atleta            | Evento | Resultado | Posição  | Resultado | Posição   | Total | Posição |
| ----------------- | ------ | --------- | -------- | --------- | --------- | ----- | ------- |
| Alexandra Escobar | -59 kg |           |          |           |           |       |         |
| Angie Palacios    | -64 kg |           |          |           |           |       |         |
| Neisi Dajomes     | -76 kg |           |          |           |           |       |         |
| Tamara Salazar    | -87 kg |           |          |           |           |       |         |

## Hipismo
Com a incapacidade do Chile em cumprir os requisitos mínimos de elegibilidade, o Equador recebeu um convite da FEI para enviar um ginete do CCE aos Jogos, como próxima nação elegível pelo Ranking Olímpico da FEI para o Grupo E (Américas Central e do Sul).

### CCE
| Atleta            | Cavalo          | Evento     | Adestramento | Adestramento | Cross-country | Cross-country | Cross-country | Salto        | Salto        | Salto        | Salto    | Salto | Salto | Total    | Total |
| Atleta            | Cavalo          | Evento     | Adestramento | Adestramento | Cross-country | Cross-country | Cross-country | Qualificação | Qualificação | Qualificação | Final    | Final | Final | Total    | Total |
| Atleta            | Cavalo          | Evento     | Pênaltis     | Pos.         | Pênaltis      | Total±        | Pos.          | Pênaltis     | Total        | Pos.         | Pênaltis | Total | Pos.  | Pênaltis | Pos.  |
| ----------------- | --------------- | ---------- | ------------ | ------------ | ------------- | ------------- | ------------- | ------------ | ------------ | ------------ | -------- | ----- | ----- | -------- | ----- |
| Nicolas Wettstein | Altier d'Aurois | Individual |              |              |               |               |               |              |              |              |          |       |       |          |       |

## Judô
O Equador inscreveu três judocas para o torneio olímpico. O atleta olímpico da Rio 2016 Lenin Preciado (60 kg masculino) e a estreante Vanessa Chala (78 kg feminino) foram selecionados entre os 18 melhores judocas de suas categorias de peso pelo Ranking Mundial da IJF de 28 de junho de 2021, enquanto a duas vezes atleta olímpica Estefania Garcia (63 kg feminino) aceitou uma vaga continental das Américas como a judoca de melhor ranking da nação fora da posição de qualificação direta.
| Lenin Preciado   | -60 kg masculino | BUL Gerchev L 003–100 | Não avançou | Não avançou | Não avançou | Não avançou | Não avançou | Não avançou |
| Estefania Garcia | -63 kg feminino  |                       |             |             |             |             |             |             |
| Vanessa Chala    | -78 kg feminino  |                       |             |             |             |             |             |             |

## Lutas
O Equador qualificou duas lutadoras para as seguintes classes da competição olímpica. Uma delas conquistou a vaga na categoria livre até 50 kg feminino após chegar à final do Torneio Mundial de Qualificação Olímpica de 2021 em Sófia, Bulgária.
Em 15 de junho de 2021, United World Wrestling concedeu a licença olímpica para Luisa Valverde na categoria livre até 53 kg feminino, como a lutadora de melhor ranking ainda em busca de qualificação, de acordo com o Mundial de 2019, após a desistência da Coreia do Norte em participar dos Jogos. 
Chave:
- VT (pontos de classificação: 5–0 ou 0–5) – Vitória por queda
- VB (pontos de classificação: 5–0 ou 0–5) – Vitória por lesão (VF por WO, VA por desistência ou desqualificação)
- PP (pontos de classificação: 3–1 ou 1–3) – Decisão por pontos – o perdedor com pontos técnicos.
- PO (pontos de classificação: 3–0 ou 0–3) – Decisão por pontos – o perdedor sem pontos técnicos.
- ST (pontos de classificação: 4–0 ou 0–4) – Grande superioridade – o perdedor sem pontos técnicos e uma margem de vitória de pelo menos 8 (Greco-Romana) ou 10 pontos (livre).
- SP (pontos de classificação: 4–1 ou 1–4) – Superioridade técnica – o perdedor com pontos técnicos e uma margem de vitória de pelo menos 8 (Greco-Romana) ou 10 pontos (livre).

Livre feminino
| Atleta         | Evento | Oitavas de final     | Quartas de final     | Semifinal            | Repescagem           | Final / BM           | Final / BM |
| Atleta         | Evento | Adversário Resultado | Adversário Resultado | Adversário Resultado | Adversário Resultado | Adversário Resultado | Posição    |
| -------------- | ------ | -------------------- | -------------------- | -------------------- | -------------------- | -------------------- | ---------- |
| Lucía Yépez    | −50 kg |                      |                      |                      |                      |                      |            |
| Luisa Valverde | −53 kg |                      |                      |                      |                      |                      |            |

## Natação
O Equador recebeu convite de universalidade da FINA para enviar os nadadores de melhor ranking (um por gênero) em seus respectivos eventos individuais para as Olimpíadas, baseado no Sistema de Pontos da FINA de 28 de junho de 2021. 
| Atleta           | Evento                 | Eliminatória | Eliminatória | Semifinal | Semifinal | Final       | Final       |
| Atleta           | Evento                 | Tempo        | Posição      | Tempo     | Posição   | Tempo       | Posição     |
| ---------------- | ---------------------- | ------------ | ------------ | --------- | --------- | ----------- | ----------- |
| David Farinango  | 10 km masculino        | —            | —            | —         | —         |             |             |
| Tomas Peribonio  | 200 m medley masculino |              |              |           |           |             |             |
| Tomas Peribonio  | 400 m medley masculino | 4:18.73      | 24           | —         | —         | Não avançou | Não avançou |
| Samantha Arévalo | 10 km feminino         | —            | —            | —         | —         |             |             |
| Anicka Delgado   | 50 m livre feminino    |              |              |           |           |             |             |
| Anicka Delgado   | 100 m livre feminino   |              |              |           |           |             |             |

## Pentatlo moderno
O Equador qualificou uma pentatleta para a competição olímpica, marcando a estreia da nação no esporte. Marcela Cuaspud garantiu a vaga após ficar em segundo lugar da América Latina e em 13º no geral nos Jogos Pan-Americanos de 2019 em Lima.
| Atleta          | Evento   | Esgrima (Espada-1 toque) | Esgrima (Espada-1 toque) | Esgrima (Espada-1 toque) | Natação (200 m livres) | Natação (200 m livres) | Natação (200 m livres) | Hipismo (Saltos) | Hipismo (Saltos) | Hipismo (Saltos) | Evento combinado (Tiro 10m pistola de ar)/(3200m) | Evento combinado (Tiro 10m pistola de ar)/(3200m) | Evento combinado (Tiro 10m pistola de ar)/(3200m) | Total | Total |
| Atleta          | Evento   | Vitórias/Derrotas        | PPM                      | RG                       | Tempo                  | PPM                    | RG                     | Pontos perdidos  | PPM              | RG               | Tempo                                             | PPM                                               | RG                                                | PPM   | Pos.  |
| --------------- | -------- | ------------------------ | ------------------------ | ------------------------ | ---------------------- | ---------------------- | ---------------------- | ---------------- | ---------------- | ---------------- | ------------------------------------------------- | ------------------------------------------------- | ------------------------------------------------- | ----- | ----- |
| Marcela Cuaspud | Feminino |                          |                          |                          |                        |                        |                        |                  |                  |                  |                                                   |                                                   |                                                   |       |       |

## Surfe
O Equador qualificou uma surfista para participar da estreia olímpica do esporte. Mimi Barona garantiu uma vaga previamente alocada para Daniella Rosas, como próxima surfista no ranking de qualificação, após sua medalha de prata nos Jogos Pan-Americanos de 2019 em Lima, Peru.
| Atleta      | Evento   | Rodada 1             | Rodada 2             | Rodada 3             | Quartas-de-final     | Semifinal            | Final / BM           | Final / BM |
| Atleta      | Evento   | Adversário Resultado | Adversário Resultado | Adversário Resultado | Adversário Resultado | Adversário Resultado | Adversário Resultado | Posição    |
| ----------- | -------- | -------------------- | -------------------- | -------------------- | -------------------- | -------------------- | -------------------- | ---------- |
| Mimi Barona | Feminino |                      |                      |                      |                      |                      |                      |            |

## Tênis de mesa
Pela primeira vez desde Barcelona 1992, o Equador inscreveu um atleta para a competição olímpica do tênis de mesa. Alberto Miño garantiu uma das duas vagas restantes no simples masculino durante o Torneio Latino-americano de Qualificação Olímpica de 2021 em Rosário, Argentina.
| Atleta       | Evento            | Preliminar           | Rodada 1             | Rodada 2             | Rodada 3             | Oitavas              | Quartas              | Semifinal            | Final                | Final       |
| Atleta       | Evento            | Adversário resultado | Adversário resultado | Adversário resultado | Adversário resultado | Adversário resultado | Adversário resultado | Adversário resultado | Adversário resultado | Pos.        |
| ------------ | ----------------- | -------------------- | -------------------- | -------------------- | -------------------- | -------------------- | -------------------- | -------------------- | -------------------- | ----------- |
| Alberto Miño | Simples masculino | Bye                  | USA Kumar D 2–4      | Não avançou          | Não avançou          | Não avançou          | Não avançou          | Não avançou          | Não avançou          | Não avançou |

## Tiro
Atiradores tunisianos conquistaram vaga para o seguinte evento em virtude de sua melhor posição no Campeonato Mundial da ISSF de 2018, na Copa do Mundo da ISSF de 2019, nos Jogos Pan-Americanos de 2019 e no Campeonato das Américas, contanto que tivessem obtido a marca de qualificação mínima (MQS) até 31 de maio de 2020.
| Atleta            | Evento                      | Qualificação | Qualificação | Final  | Final   |
| Atleta            | Evento                      | Pontos       | Posição      | Pontos | Posição |
| ----------------- | --------------------------- | ------------ | ------------ | ------ | ------- |
| Diana Durango     | Pistola de ar 10 m feminino |              |              |        |         |
| Diana Durango     | Pistola 25 m feminino       |              |              |        |         |
| Andrea Pérez Peña | Pistola de ar 10 m feminino |              |              |        |         |
| Andrea Pérez Peña | Pistola 25 m feminino       |              |              |        |         |

## Tiro com arco
Uma arqueira equatoriana conseguiu qualificação para o recurvo individual feminino nos Jogos após conquistar a última de três vagas disponíveis no Campeonato Pan-Americano de 2021 em Monterrey, México, marcando a estreia da nação no esporte.
| Atleta           | Evento     | Fase de Ranking | Fase de Ranking | Fase de 64           | Fase de 32           | Oitavas              | Quartas              | Semifinais           | Final                | Final |
| Atleta           | Evento     | Placar          | Pos.            | Adversária Resultado | Adversária Resultado | Adversária Resultado | Adversária Resultado | Adversária Resultado | Adversária Resultado | Pos.  |
| ---------------- | ---------- | --------------- | --------------- | -------------------- | -------------------- | -------------------- | -------------------- | -------------------- | -------------------- | ----- |
| Adriana Espinosa | Individual | 606             | 62              |                      |                      |                      |                      |                      |                      |       |